# Trochoidea (superfamilie)
Trochoidea zijn een superfamilie van zeeslakken binnen de superorde van de Vetigastropoda. De superfamilie werd in 19e eeuw beschreven door Constantine Samuel Rafinesque-Schmaltz.

## Taxonomie
De volgende families zijn bij de superfamilie ingedeeld:
- Angariidae Gray, 1857
- Anomphalidae Wenz, 1938 †
- Araeonematidae Nützel, 2012 †
- Areneidae McLean, 2012
- Calliostomatidae Thiele, 1924 (1847)
- Colloniidae Cossmann, 1917
- Conradiidae Golikov & Starobogatov, 1987
- Elasmonematidae Knight, 1956 †
- Epulotrochidae Gründel, Keupp & Lang, 2017 †
- Eucochlidae Bandel, 2002 †
- Liotiidae Gray, 1850
- Margaritidae Thiele, 1924
- Metriomphalidae Gründel, Keupp & Lang, 2017 †
- Microdomatidae Wenz, 1938 †
- Nododelphinulidae Cox, 1960 †
- Phasianellidae Swainson, 1840
- Proconulidae Cox, 1960 †
- Sclarotrardidae Gründel, Keupp & Lang, 2017 †
- Skeneidae W. Clark, 1851
- Solariellidae Powell, 1951
- Tegulidae Kuroda, Habe & Oyama, 1971
- Trochidae Rafinesque, 1815
- Turbinidae Rafinesque, 1815
- Tychobraheidae Horný, 1992 †
- Velainellidae Vasseur, 1880 †

### Nomen dubium
- Ataphridae Cossmann, 1915

### Synoniemen
- Crosseolidae Hickman, 2013 => Conradiidae Golikov & Starobogatov, 1987
- Cyclostrematidae P. Fischer, 1885 => Liotiinae Gray, 1850
- Delphinulidae Stoliczka, 1868 => Angariidae Gray, 1857
- Gazidae Hickman & McLean, 1990 => Margaritidae Thiele, 1924
- Minoliinae Kuroda, Habe & Oyama, 1971 => Solariellidae Powell, 1951
- Parataphrinae Calzada, 1989 † => Proconulidae Cox, 1960 †
- Stomatellidae Gray, 1840 => Stomatellinae Gray, 1840
- Stomatiidae Carpenter, 1861 => Stomatellinae Gray, 1840
- Tricoliidae Woodring, 1928=> Tricoliinae Woodring, 1928